# Christopher Showerman
Christopher Showerman (sinh ngày 24 tháng 6 năm 1971) là một Diễn viên điện ảnh.